# Aston Martin V12 Vanquish

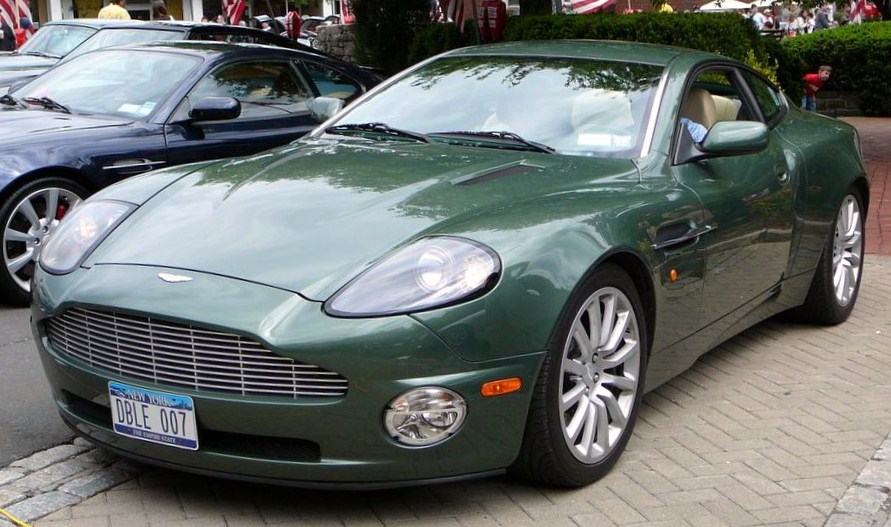

Aston Martin V12 Vanquish är en Gran turismo, tillverkad av den brittiska biltillverkaren Aston Martin mellan 2002 och 2007.
Vanquish debuterade 2001 med V12:an från DB7 Vantage och en sexväxlad halvautomatisk växellåda. 2004 ersattes den av den starkare Vanquish S.
Modellen är bland annat känd för att James Bond använder den i filmen Die Another Day. Han använder den även i spelen Nightfire och Everything or Nothing.
Varianter:
| Modell     | Motor               | Cylindervolym | Effekt | Bränslesystem      |
| ---------- | ------------------- | ------------- | ------ | ------------------ |
| Vanquish   | 12-cyl V-motor DOHC | 5935 cm³      | 450 hk | Bränsleinsprutning |
| Vanquish S | 12-cyl V-motor DOHC | 5935 cm³      | 520 hk | Bränsleinsprutning |